# Żukowo (powiat stargardzki)
Żukowo (niem. Suckow an der Ihna) – wieś w Polsce położona w województwie zachodniopomorskim, w powiecie stargardzkim, w gminie Suchań, położona 7 km na zachód od Suchania (siedziby gminy) i 13 km na południowy wschód od Stargardu (siedziby powiatu).
W latach 1975–1998 miejscowość należała administracyjnie do województwa szczecińskiego.